# Liste von Persönlichkeiten der Stadt Brünn
Die folgende Liste enthält in Brünn geborene sowie zeitweise dort lebende Persönlichkeiten, chronologisch aufgelistet nach dem Geburtsjahr. Die Liste erhebt keinen Anspruch auf Vollständigkeit.

## In Brünn geborene Persönlichkeiten

### Bis 1800
- Israel Bruna (1400–1480), Gelehrter
- Anton Pilgram (1460–1515), Baumeister und Bildhauer
- Martin Hattinger (1553–1615), Abt des Stiftes St. Peter in Salzburg
- Dominik Andreas I. von Kaunitz (1655–1705), Staatsmann
- Johann Adam I. Andreas (1657–1712), Fürst von Liechtenstein
- Georg Joseph Kamel (1661–1706), Naturkundler, Arzt und Jesuit
- Wenzel Franz Karl Košinský von Košín (1673–1731), Bischof von Königgrätz
- Franz Anton Grimm (1710–1784), Baumeister
- Sebastian Eckstein (um 1711–nach 1757), Maler
- Anton Römer (1724–1779), Orgelbauer
- Johann Festenberg von Hassenwein (1738–1808), kaiserlicher Feldmarschall-Lieutenant und Ritter des Maria-Theresia-Ordens
- Johann Leopold Köffiller (1743–1814), Bankier, Textilunternehmer und Beamter
- Vinzenz Joseph von Schrattenbach (1744–1816), Fürstbischof von Lavant und Bischof von Brünn
- Wenzel Schanza (um 1746–1787), Geistlicher, Theologe und Hochschullehrer
- Johann Alois Schneider (1752–1818), Bischof
- Junius Frey (1753–1794), Heereslieferant, Alchemist, Freimaurer, Jakobiner und Frankist
- Wenzel Urban von Stuffler (1764–1831), Bischof von Brünn
- Franz Arnold († 1790), Maler und Kupferstecher
- Hieronymus Roedlich  (1767–1833), preußischer Generalmajor
- Vincenz Eduard Milde (1777–1853), Pädagoge sowie Bischof
- Johann Baptist Schels (1780–1847), Offizier, Militärberichterstatter und Schriftsteller
- Josef Esch (1784–1854), Oberbaudirektor
- Karl Blumauer (1785–1841), Theaterschauspieler, -regisseur und Schriftsteller
- Franz von Pillersdorf (1786–1862), Staatsmann
- Leopold Sokrates von Riecke (1790–1876), deutscher Mediziner, Professor der Chirurgie und Geburtshilfe
- Ludwig Graf Taaffe (1791–1855), österreichischer Jurist und Politiker
- Agostino Kotzian (1792–1878), Unternehmer
- Karl von Offermann (1792–1869), Textilunternehmer
- Josef Axmann (1793–1873), Kupferstecher
- Gustav Adolf von Greisinger (1793–1868), kaiserlich-österreichischer Generalmajor, Professor und Mathematiker
- Joseph Strauss (1793–1866), österreichischer Violinvirtuose, Komponist und Dirigent
- Aloys Isidor Jeitteles (1794–1858), Arzt und Dichter
- Franz Maria von Nell (1795–1852), Schriftsteller und Verwaltungsbeamter
- Friedrich Riecke (1794–1876), Mathematiker und Forstwissenschaftler
- Heinrich Wilhelm Schott (1794–1865), Botaniker und Gärtner
- Johann Mundy (1798–1872), Textilmagnat und Großgrundbesitzer

### 19. Jahrhundert

#### 1801 bis 1850
- Franz Xaver Lössl (1801–1885), Architekt
- Josef Eduard Teltscher (1801–1837), Maler und Lithograph
- Christian d’Elvert (1803–1896), Politiker
- Aloise Kettel (1803–1867), Schauspielerin
- Hugo Karl Eduard zu Salm-Reifferscheidt (1803–1888), Industrieller und Politiker
- Anton Ernst von Schaffgotsch (1804–1870), Bischof von Brünn
- Adolf Schöll (1805–1882), Archäologe, Bibliothekar, Philologe und Literaturhistoriker
- František Alexandr Zach (1807–1892), Militärtheoretiker
- Heinrich von Drasche-Wartinberg (1811–1880), Großindustrieller
- Adele Peroni-Glaßbrenner (1811–1895), Schauspielerin
- Heinrich Wilhelm Ernst (1814–1865), Violinist und Komponist
- Mathilde Esch (1815–1904), Genremalerin
- Ferdinand von Hebra (1816–1880), Dermatologe
- Friederike Müller (1816–1895), Pianistin
- Carl Christian Hochstetter (1818–1880), deutsch-österreichischer Chemiker, Unternehmer und Botaniker
- Ernst Falkbeer (1819–1885), Schachmeister
- Karl Offermann (1820–1894), Textilunternehmer
- Josephine von Wertheimstein (1820–1894), Salonnière
- Max Maretzek (1821–1897), Operndirektor, Dirigent und Komponist
- Max von Gomperz (1822–1913), Industrieller und Bankier
- Karl Jelinek (1822–1876), Meteorologe
- Theodor Offermann (1822–1892), Industrieller
- Adolf Franckel (1823–1896), Regisseur und Theaterleiter
- Julius von Gomperz (1823–1909), Industrieller
- Joseph Müller (1825–1895), Philologe und Historiker
- Sophie von Todesco (1825–1895), Salonnière
- Leopold Janauschek (1827–1898), Theologe, Kirchenhistoriker und Forscher
- Karl Schenkl (1827–1900), klassischer Philologe
- Gustav von Schoeller (1830–1912), Großunternehmer und Wirtschaftsfunktionär
- Heinrich Wawra von Fernsee (1831–1887), Schiffsarzt, Botaniker und Forscher
- Ottilie Bondy (1832–1921), österreichische Frauenrechtlerin
- Johann Fux (1832–1882), Stadtsekretär in Znaim, Abgeordneter zum Abgeordnetenhaus und Landtag
- Theodor Gomperz (1832–1912), Philosoph und Klassischer Philologe
- Hugo Franz von Brachelli (1834–1892), Statistiker und Hochschullehrer
- Philipp Johann von Schoeller (1835–1892), Industrieller
- Max Strakosch (1835–1892), Musikimpresario
- Moritz Allé (1837–1913), Mathematiker, Astronom und Hochschullehrer
- Rudolf Maria von Rohrer (1838–1914), Buchdrucker, Verleger und Politiker
- Wilhelmine Neruda (1839–1911), Violinistin
- Maurus Kinter (1842–1928), Benediktiner, Archivar
- Moriz Kuhn (1843–nach 1889), Physiker, Lehrer und Herausgeber
- Franz Xaver Neruda (1843–1915), Komponist
- Emanuel Raul (1843–1916), Schauspieler und Theaterdirektor
- Roderich Fels (1844–1883), österreichischer Schauspieler, Dramatiker und Librettist
- Anton Brenek (1848–1908), Bildhauer
- Franz von Soxhlet (1848–1926), Agrikulturchemiker
- Marie Therese von Österreich-Este (1849–1919), Monarchin
- Gustav Lindenthal (1850–1935), Brückenbauingenieur
- Karl Offermann (1850–1908), Jurist und Textilunternehmer

#### 1851 bis 1875
- Eugen Böhm von Bawerk (1851–1914), Ökonom
- Marie Görlich (1851–1896), Malerin und Illustratorin
- Viktor Rosenfeld (1852–1919), Rechtsanwalt
- Leoš Janáček (1854–1928), Musiker und Komponist
- Karl Grobben (1854–1945), Zoologe
- Moriz Wlassak (1854–1939), Jurist und Rechtshistoriker
- Heinrich Singer (1855–1934), Kirchenrechtler und Rechtshistoriker in Czernowitz, Innsbruck und Prag
- Karl von Brzesowsky (1855–1945), Polizeipräsident
- Eugen Moritz Mauthner (1855–1917), Schauspieler und Theaterdirektor
- Alexander Matthias Beschorner (1856–1935), Metallsargfabrikant und Leichenbestatter
- Wilhelm Czermak (1856–1906), Augenarzt und Universitätsprofessor
- Karl Weinbrenner (1856–1942), Architekt und Hochschullehrer
- Hans Molisch (1856–1937), Botaniker
- Ludwig Stahl, eigentlich Simon-Louis Beer (1856–1908), Offizier, Schauspieler, Regisseur, Theaterleiter
- Carl Weinbrenner (1856–1942), Architekt
- Laura Henschel-Rosenfeld (1857–1944), Erzieherin und Philanthropin
- Anton Kisa (1857–1907), Kunsthistoriker, Archäologe und Museumsdirektor
- Sophie Pagay (1857–1937), Schauspielerin
- Hans Patek (1857–1937), Opernsänger (Tenor)
- Franz Schwarz (1858–1919), Opernsänger
- Anna Astl-Leonhard (1860–1924), Schriftstellerin
- Julius Korngold (1860–1945), Musikkritiker, Pianist und Anwalt
- Stefan Licht (1860–1932), Politiker
- Franz Fiala (1861–1898), Chemiker, Prähistoriker und Botaniker
- Vladimír Hanačík (1861–1954), 1921 Finanzminister in der Regierung Jan Černý I
- Georg Holub (1861–1919), Maler
- Hans Tichy (1861–1925), Maler
- Josef Klein (1862–1927), Theater- und Filmschauspieler
- Hermine Weinreb, geborene Herzfelder (1862–1922), Reformpädagogin
- Julius Wolf (1862–1937), Nationalökonom, Hochschullehrer
- Hans Kadich von Pferd (1864–1909), Naturwissenschaftler und Schriftsteller
- Gustav Harpner (1864–1924), Rechtsanwalt
- Johann Heinrich Rille (1864–1956), Dermatologe
- Alfred Roller (1864–1935), Bühnenbildner, Maler und Graphiker
- Karl Gerlich (1865–1933), Lehrer, Naturforscher und Prähistoriker
- Heinrich Kadich von Pferd (1865–1918), Hofrat, Genealoge, Verwaltungsbeamter und Heraldiker
- Rudolf Wlassak (1865–1930), Physiologe und Nervenarzt
- Emil Redlich (1866–1930), österreichischer Neurologe und Psychiater
- Siegfried Strakosch (1867–1933), Industrieller und Agrarfachmann
- Wilhelm Auspitzer (1867–1931), Journalist und Drehbuchautor
- Paul Graf Huyn (1868–1946), Bischof von Brünn und Erzbischof von Prag
- Tom von Dreger (1868–1948), Porträt-, Historien- und Genremaler
- Ludwig von dem Bruch (1869–1943), österreichischer Opernsänger
- Matthias Eldersch (1869–1931), Politiker
- Wilhelm Elsner (1869–1903), Opernsänger
- Oscar Bendiener (1870–1940), Dramatiker, Journalist, Schriftsteller und Bahnbeamter
- Adolf Loos (1870–1933), Architekt und Architekturtheoretiker
- Franz Odehnal (1870–1928), Politiker
- Carl Maria Thuma (1870–1925), deutsch-mährischer Maler und Grafiker
- Rudolf Klein-Rhoden (1871–1936), Schauspieler
- Jan Kotěra (1871–1923), Architekt, Designer und Grafiker
- Luise del Zopp (1871–1953), Sängerin, Schauspielerin und Drehbuchautorin
- Richard Dirmoser (1872–1919), österreichisch-ungarischer Erfinder
- Martha Hofrichter (1872–1960), Grafikerin und Malerin
- Karl Korschann (1872–1943), Bildhauer und Medailleur
- Alois Ludwig (1872–1969), Architekt
- Leopold Winarsky (1873–1915), Politiker
- Rudolf Berger (1874–1915), Sänger
- Ludwig Faigl (1874–1914), Architekt
- Hanna O’Donell (1874–1936), Schriftstellerin
- Richard von Schaukal (1874–1942), Dichter
- Friedrich Stampfer (1874–1957), Journalist und Politiker
- Anton Hanak (1875–1934), Bildhauer

#### 1876 bis 1900
- Leo Greiner (1876–1928), Kritiker, Lyriker, Lenau-Forscher und Übersetzer
- Gustav Kóczián-Miskolczy (1877–1958), Speditionskaufmann, Filmproduzent, Autohändler und Militär
- Siegfried Kramer (1877–1914), Architekt
- Lea Reinhart (1877–1970), österreichische Malerin
- Maximilian Schreier (1877–1942), Journalist
- Joseph Gustav Mraczek (1878–1944), Geiger, Komponist, Dirigent und Musiklehrer
- Paul Stefan (1879–1943), Musikhistoriker, -schriftsteller und -kritiker
- Hubert Dostal (1880–1946), Rechtsanwalt und Abgeordneter zum österreichischen Nationalrat
- Fritz Grünbaum (1880–1941), Kabarettist, Operetten- und Schlagerautor, Regisseur, Schauspieler und Conférencier
- Rudolf Jelinek (1880–1945), deutsch-mährischer autodidaktischer Maler, Lithograf und Illustrator
- Ernst Königsgarten (1880–1942), Privatier und Fechter
- Karl Tuppy (1880–1939), österreichischer Jurist
- Egon Weiß (1880–1953), Rechtswissenschaftler und Gräzist
- August Ségur-Cabanac (1881–1931), Politiker und Beamter
- Bruno Weigl (1881–1938), Musikschriftsteller und Komponist
- Alfred Berger (1882–1942), Versicherungsmathematiker
- Hermann Bock (1882–1969), Höhlenforscher
- Hugo Iltis (1882–1952), Botaniker und Naturhistoriker
- Hans Müller-Einigen (1882–1950), Schriftsteller, Drehbuchautor und Regisseur
- Jakub Obrovský (1882–1949), Maler, Bildhauer, Grafiker und Schriftsteller
- Ernst Weiß (1882–1940), Arzt und Schriftsteller
- Armin Berg, gebürtig Hermann Weinberger (1883–1956), Kabarettist, Komponist, Pianist, Schriftsteller und Schauspieler
- Alois Ciller (1883–?), Politiker und nationalsozialistischer Schriftsteller
- Ernst Grünfeld (1883–1938), Wirtschafts- und Sozialwissenschaftler
- Arthur Erich Haas (1884–1941), Physiker
- Emil Pirchan (1884–1957), Bühnenbildner, Maler, Architekt und Schriftsteller
- Richard Berger (1885–1938), Ingenieur
- Wilhelm Müller-Hofmann (1885–1948), Maler, Grafiker und Hochschullehrer
- Franz Slama (1885–1938), Politiker
- Oskar Jellinek (1886–1949), Schriftsteller
- Leopoldine Konstantin (1886–1965), Schauspielerin
- Paul Weingarten (1886–1948), Pianist und Musiklehrer
- Otto Haas (1887–1976), Rechtsanwalt, Paläontologe und Hochschullehrer
- Maria Jeritza (1887–1982), Sopranistin
- Albrecht Viktor Blum (1888–1959), Filmregisseur, Filmeditor, Schauspieler und Theaterregisseur
- Hans Giebisch (1888–1966), Dichter, Mittelschulprofessor und Literaturhistoriker
- Friedrich Pernitza (1888–1976), Jurist und Beamter
- Alfred Jerger (1889–1976), Bassbariton
- Felix Langer (1889–1979), Schriftsteller, Dramatiker, Journalist und Theaterkritiker
- Vilém Petrželka (1889–1967), Komponist
- Otto Stransky (1889–1932), Operetten-, Revue- und Filmkomponist
- Steffi Walidt (1889–1985), Soubrette, Theater- und Stummfilmschauspielerin
- Ernst Kopp (1890–1962), Architekt
- Ernst Lothar (1890–1974), Schriftsteller, Regisseur und Theaterdirektor
- Ernst Melan (1890–1963), Bauingenieur und Hochschullehrer
- Josef Blatný (1891–1980), Komponist und Organist
- Otto Haupt (1891–1966), Architekt, Kunstgewerbler und Hochschullehrer
- Ludvík Kundera (1891–1971), Musikpädagoge und Pianist
- Josef Reif (1891–1972), Schriftsteller und Dichter
- Hans Robert Korngold (1892–1965), Bandleader, Schlagzeuger, Bankbeamter und Kaufmann
- Felix Petyrek (1892–1951), Komponist und Pianist
- Josef Renner (1892–1958), österreichischer Politiker
- Erwin Schneider (1892–1969), österreichischer Theologe und Hochschullehrer
- Osvald Chlubna (1893–1971), Komponist
- Karl Folta (1893–1947), Politiker
- Helmut Gams (1893–1976), Botaniker
- Margarete Obernik-Reiner (1893–1948), israelische Pädagogin
- Lev Blatný (1894–1930), Dichter, Autor, Theaterkritiker und Dramaturg
- Emil Leo (1894–1974), Architekt und Hochschullehrer
- Oskar Marion (1894–1986), Schauspieler und Filmproduktionsleiter
- Friedrich Richter (1894–1984), Schauspieler
- Maria Restituta Kafka (Helene Kafka) (1894–1943), österreichische Ordensschwester, Krankenschwester, Widerstandskämpferin und Märtyrerin der katholischen Kirche
- Rudolf Weyrich (1894–1971), deutscher Mathematiker und Hochschullehrer
- Viktor Gluck (1897–1957), Kameramann
- Otto Heller (1897–1945), Schriftsteller, Journalist und Widerstandskämpfer
- Gustav Herdan (1897–1968), Jurist, Statistiker und Linguist
- Erich Wolfgang Korngold (1897–1957), Komponist, Dirigent und Pianist
- Erich Meder (1897–1966), Textdichter für Wienerlieder und Schlager
- Else Czulik (1898–1977), Gebrauchsgrafikerin und Reklamezeichnerin
- Rudolf Kratochwill (1898–1974), Versicherungsmathematiker und Versicherungsmanager
- Pavel Haas (1899–1944), Komponist
- Harry Hermann Spitz (1899–1961), Musiker, Rundfunkredakteur und Orchesterleiter
- Karel Štěpánek (1899–1981), Schauspieler
- Ladislav Vácha (1899–1943), Turner und Olympiasieger
- Elsbeth Weichmann (1900–1988), Politikerin

### 20. Jahrhundert

#### 1901 bis 1910
- Hugo Haas (1901–1968), Schauspieler, Regisseur, Drehbuchautor und Produzent
- František Halas (1901–1949), Dichter
- Josef Kranz (1901–1968), Architekt
- Otto Ungar (1901–1945), Maler
- Alfred Karasek (1902–1970), sudetendeutscher Ingenieur und Volkskundler
- Erich von Neusser (1902–1957), österreichischer Filmproduktionsleiter und -produzent

- Emanuel Punčochář (1902–1976), Dirigent und Komponist
- Pavel Reiman (1902–1976), Germanist, Journalist, Schriftsteller
- Gusti Hecht (1903–1950), Architektin und Journalistin
- Franz Sobek (1903–1975), Politiker
- Leopoldine Wojtek (1903–1978), österreichische  Künstlerin
- Greta Bauer-Schwind (1904–1944), Lyrikerin
- Wolfgang Bretholz (1904–1969), deutscher und schweizerischer Journalist
- Fritz Klingenbeck (1904–1990), Theaterleiter, Regisseur, Solotänzer, Ballettmeister und Autor
- Stefan Ochaba (1904–1948), österreichischer Komponist, Kirchenmusiker und Chorleiter
- Bedřich Pokorný (1904–1968), Geheimdienstoffizier
- Oskar Schmal (1904–1976), Maler und Graphiker
- Hans Sigmund Heller (1905–1974), britischer Pharmakologe und Hochschullehrer
- Viktor Trill (1905–1981), böhmisch-deutscher SS-Oberscharführer
- Hugo Foltýn (1906–1944), Architekt und Hochschullehrer
- Kurt Gödel (1906–1978), Mathematiker
- Karel Janáček (1906–1996), Altphilologe und Philosophiehistoriker
- František Link (1906–1984), Astronom und Pädagoge
- Václav Smetáček (1906–1986), Dirigent, Komponist und Oboist
- Rudolf Spitz (1907–1990), österreichisch-englischer Schriftsteller und Kabarettist
- Valter Taub (1907–1982), Schauspieler und Theaterregisseur
- Fritz Stastny (1908–1985), Chemie-Ingenieur und Erfinder
- Vera Zahradnik (1908–1991), österreichisch-amerikanische Tänzerin und Tanz-Pädagogin
- Raimund Kuchar (1909–1968), Schauspieler, Regisseur und Theaterleiter
- Oldřich Mikulášek (1910–1985), Lyriker
- Tina Eilers (1910–1983), Schauspielerin und Synchronsprecherin
- Fritz Mareczek (1910–1984), Komponist und Dirigent
- Alexander Steinbrecher (1910–1982), Komponist

#### 1911 bis 1920
- Gustav Košulič (1911–1943), Widerstandskämpfer
- Fritz Beer (1911–2006), Schriftsteller
- Nataša Gollová (1912–1988), Schauspielerin
- Ilse Sequenz (1912–2010), Architektin
- Jens Krauss (1913–1972), deutscher Verwaltungsbeamter und Landrat
- Anni Peterka (1913–2002), Ballettdirektorin, Choreografin, Tänzerin
- Zdeněk Pluhař (1913–1991), Schriftsteller
- Bohumil Hrabal (1914–1997), Schriftsteller
- Karl Lütgendorf (1914–1981), Offizier und Politiker
- Barbara Lauwers, geborene Božena Hauserová (1914–1999), US-amerikanische OSS-Agentin
- Jiří Reinberger (1914–1977), Organist, Orgelsachverständiger, Musikpädagoge und Komponist
- Emil Brichta (1915–1997), Oberbürgermeister der Stadt Passau
- Vítězslava Kaprálová (1915–1940), Komponistin
- Dorrit Dekk (1917–2014), tschechisch-britische Grafikdesignerin, Druckgrafikerin und Malerin
- Gertrude Kleinová (1918–1975), Tischtennisspielerin
- Elisabeth Lafite (1918–2007), Herausgeberin und Verlegerin
- Ivan Blatný (1919–1990), Dichter
- Lorenz Eitner (1919–2009), Kunsthistoriker und Museumsdirektor
- Erich Pillwein (1919–2018), Zahnarzt und Verbandspräsident
- Ota Weinberger (1919–2009), Rechtsphilosoph und Logiker
- Ludvík Kundera (1920–2010), Schriftsteller
- Gerhard R. Steinhäuser (1920–1989), deutscher Schriftsteller

#### 1921 bis 1930
- František Graus (1921–1989), Historiker
- Harald Raab (1921–1969), deutscher Philologe, Slawist und Hochschullehrer
- Viktor Sternad (1921–2001), Professor der Textiltechnik
- Václav Lídl (1922–2004), Komponist
- Jiří Sequens (1922–2008), Regisseur und Drehbuchautor
- Fritz Swoboda (1922–2007), Angehöriger der Waffen-SS
- Dinah Babbitt (1923–2009), Malerin und Bildhauerin
- Theodor Hlouschek (1923–2010), deutscher Komponist
- Zdeněk Janík (1923–2022), Dichter
- Libuše Domanínská (1924–2021), Opernsängerin (Sopran)
- Antonín Kratochvil (1924–2004), Schriftsteller
- Wilhelm Nordin (1924–1993), deutscher Marineoffizier
- Hugh Iltis (1925–2016), US-amerikanischer Botaniker
- Miloslav Kořínek (1925–1998), slowakischer Komponist und Hochschullehrer
- George J. Schulz (1925–1976), amerikanischer Physiker
- Pavel Štěpán (1925–1998), klassischer Pianist
- Milan Tošnar (1925–2016), Hürdenläufer, Trainer und Sportfunktionär
- Wolfgang Zenker (1925–2022), österreichischer Anatom und Histologe
- Antonín Bartoněk (1926–2016), Klassischer Philologe und Mykenologe
- Pavel Brázda (1926–2017), Maler
- Vlasta Chramostová (1926–2019), Schauspielerin
- Čestmír Gregor (1926–2011), Komponist und Musikwissenschaftler
- Max Herzog (1926–2012), Bauingenieur
- Josef Koukl (1926–2010), Bischof von Leitmeritz
- Gideon Singer (1926–2015), Schauspieler
- Josef Berg (1927–1971), Komponist
- Lutz Jahoda (* 1927), Schauspieler, Entertainer, Sänger und Autor
- Lothar Knessl (1927–2022), Musikjournalist, Komponist und Kurator
- Ferdinand Havlík (1928–2013), Filmkomponist, Bandleader und Jazzmusiker
- Věra Růžičková (1928–2018), Turnerin
- Jaroslav Bogdálek (1929–2022), Skirennläufer und Eishockeyspieler
- Milan Kundera (1929–2023), Schriftsteller
- Herbert Leger (1929–2007), Schriftsteller
- Othmar Mága (1929–2020), Dirigent
- Helmut Hroß (1930–2019), Pädagoge und Autor
- Peter E. Ney (* 1930), amerikanischer Mathematiker
- Radoslav Selucký (1930–1991), Wirtschaftswissenschaftler und Schriftsteller
- Ernst Tugendhat (1930–2023), Philosoph
- Václav Věžnik (* 1930), Opernregisseur in Brünn und Braunschweig
- Karl Walter Ziegler (1930–2019), Politiker (CDU)

#### 1931 bis 1940
- Pavel Blatný (1931–2021), Komponist
- Walter Piesch (* 1931), deutscher Statistiker, Ökonometriker und Hochschullehrer
- Hans Czuma (1932–2016), Philosoph
- Jan Janák (1932–2008), Historiker
- Ludmila Javorová (* 1932), Priesterin der römisch-katholischen Kirche
- Jiří Morava (1932–2012), Schriftsteller und Literaturhistoriker
- Gerd Neisser (* 1932), Maler
- Ladislav Olejník (1932–2022), Eishockeyspieler und -trainer
- Horst Baier (1933–2017), Mediziner und Soziologe
- Paul Hoffmann (* 1933), römisch-katholischer Theologe
- František Jursa (1933–2022), Radrennfahrer
- Petr Pokorný (1933–2020), tschechischer evangelischer Theologe und Hochschullehrer
- Hellmuth Karasek (1934–2015), Journalist, Buchautor, Literaturkritiker und Professor
- Radoslav Kvapil (* 1934), Pianist und Komponist
- Gerhard Neumann (1934–2017), Germanist
- Josef Starkbaum (1934–2023), Ballonfahrer und Pilot
- Georg Kostya (1935–2011), Radio- und Fernsehmoderator
- Marie Kyselková (1935–2019), Schauspielerin
- Jaroslav Chundela (1936–1995), Schauspieler und (Opern-)Regisseur
- Nina Divíšková (1936–2021), Schauspielerin
- Jaroslav Kovář (1936–2001), Maler und Radierer
- Zdeněk Mácal (1936–2023), Dirigent
- Milan Uhde (* 1936), Schriftsteller und Politiker
- Jaroslav Mareš (1937–2021), Schriftsteller und Reisender
- Woody Vasulka (1937–2019), Künstler
- Jan Blaha (1938–2012), römisch-katholischer Geheimbischof
- Johannes Janota (1938–2021), Altgermanist und Professor für an den Universitäten in Siegen und Augsburg
- Věra Linhartová (* 1938), Schriftstellerin
- Teddy Parker (1938–2021), Sänger
- Carl-Michael Belcredi (* 1939), Journalist und Reporter
- Heinrich Frey (1939–2022), Kommunalpolitiker und Landrat
- Petr Weigl (1939–2018), Film- und Opernregisseur
- Jiří Daler (* 1940), Radsportler
- Heiner Dörner (* 1940), Windenergie-Wissenschaftler und Kommunalpolitiker
- Jiří Kratochvil (* 1940), Schriftsteller
- Milan Zaviačič (1940–2010), Mediziner

#### 1941 bis 1950
- Wolfgang Ehrenberger (* 1941), Informationswissenschaftler
- Herlinde Rothauer (* 1941), österreichische Politikerin (ÖVP)
- Rudolf Růžička (1941–2022), Komponist
- Miroslav Verner (* 1941), Ägyptologe und Archäologe
- Wolf Weyrich (1941–2019), deutscher Chemiker und Hochschullehrer an der Universität Konstanz
- Rudolf Blaháček (* 1942), Kameramann
- Hansjörg Geiger (* 1942), Beamter
- Winfried Irgang (* 1942), Historiker
- Jindřich Pospíšil (* 1942), Radballspieler
- Miloš Štědroň (* 1942), Komponist und Musikwissenschaftler
- Jan Rudolf Chylek (* 1943), Architekt
- Karel Fajfr (* 1943), Eiskunstlauftrainer
- Ludvík Kavín (1943–2025), österreichischer Theaterleiter, Regisseur, Schauspieler und Philosoph
- Lubo Kristek (* 1943), Maler, Bildhauer und Aktionskünstler
- Peter Kurz (* 1943), Politiker, Mitglied des Bayerischen Landtags
- Jiří Müller (* 1943), Maschinenbauingenieur, Dissident und Politiker
- Melitta Schachner (* 1943), Professorin für Neurobiologie
- Rainer Wochele (* 1943), Schriftsteller
- Claus Helmer (1944–2023), österreichischer Schauspieler, Regisseur und Theaterdirektor
- Leopold März (1944–2025), österreichischer Bio- und Lebensmittelchemiker, Hochschullehrer
- Gunther Trübswasser (* 1944), österreichischer Politiker (Grüne)
- Richard Farda (* 1945), Eishockeyspieler
- Karel Paar (* 1945), Radrennfahrer
- Jan Pospíšil (* 1945), Radballspieler
- Sylvie Richterová (* 1945), Dichterin, Schriftstellerin und Literaturtheoretikerin
- Michael Czerny (* 1946), Kardinal
- Jaroslav Nešetřil (* 1946), Mathematiker
- Karel Vávra (* 1946), Radrennfahrer
- Peter Hartman (* 1947), Biochemiker
- Milan Zyka (* 1957), Radrennfahrer
- Jan Graubner (* 1948), Erzbischof von Prag
- Jaroslav Poslušný (* 1948), Radrennfahrer
- Iva Zajíčková (* 1948), Bahnradsportlerin
- Peter Sís (* 1949), Bilderbuchkünstler und Trickfilmzeichner
- Petr Cibulka (* 1950), Dissident
- Karel Kroupa senior (* 1950), Fußballspieler und -manager
- Karel Rechlík (* 1950), Maler
- Věra Řeháčková (* 1950), Schriftstellerin

#### 1951 bis 1960
- Jiří Kroupa (* 1951), Kunsthistoriker
- Anna Šabatová (* 1951), Bürgerrechtlerin und Dissidentin
- Jiří Bartolšic (* 1952), Radrennfahrer
- Jaroslav Bláha (* 1952), Radrennfahrer
- Peter Graham (* 1952), Komponist und Musikpädagoge
- Jiří Mikšík (* 1952), Radrennfahrer
- Dagmar Havlová (* 1953), Schauspielerin
- Ilias Kelesidis (1953–2007), griechischer Radrennfahrer
- Libuše Šafránková (1953–2021), Schauspielerin
- Jiří Ehrenberger (* 1955), Eishockeytrainer
- Jiří Nečas (1955–2018), Künstler und Sprachwissenschaftler
- Jiří Sobotka (* 1955), Bildhauer
- Petr Duchoň (* 1956), Politiker
- Ivo Medek (* 1956), Komponist und Musikpädagoge
- Jiří Pokorný (* 1956), Radrennfahrer
- Pavel Fajt (* 1957), Jazz- und Rock-Schlagzeuger
- Oldřich Hejdušek (* 1957), Hockeyspieler
- Zdeněk Ščasný (* 1957), Fußballspieler und -trainer
- Leoš Kalvoda (* 1958), Fußballspieler
- Ada Kuchařová (* 1958), Orientierungsläuferin
- Karel Lang (* 1958), Eishockeytorwart
- Miroslava Šafránková (* 1958), Schauspielerin
- Radomír Ištvan (* 1959), Komponist und Musikpädagoge
- Igor Sláma (* 1959), Radrennfahrer

#### 1961 bis 1970
- Pavel Kříž (* 1961), Schauspieler und Psychotherapeut
- Vlastimil Kročil (* 1961), Bischof von Budweis
- Zuzana Brzobohatá (* 1962), Politikerin
- František Procházka (1962–2012), Eishockeyspieler und -trainer
- Jan Stejskal (* 1962), Fußballspieler und -trainer
- Pavel Cagaš (* 1963), Eishockeytorhüter
- Jiří Hudec (* 1964), Hürdenläufer
- Marek Pivovar (1964–2021), Schriftsteller, Regisseur und Dramaturg
- Pavel Konzbul (* 1965), katholischer Geistlicher, Bischof von Brünn
- Alena Mihulová (* 1965), Schauspielerin
- Milan Ohnisko (* 1965), Lyriker und Redakteur
- Robert Twigger (* 1965), Dichter, Schriftsteller und Abenteurer
- Svatopluk Buchta (* 1966), Radrennfahrer
- Luděk Niedermayer (* 1966), Politiker
- Pavel Řezníček (* 1966), Schauspieler
- Kateřina Šimáčková (* 1966), Juristin und Richterin am Europäischen Gerichtshof für Menschenrechte
- Petr Hrdlička (* 1967), Sportschütze
- Milan Chytrý (* 1967), Vegetationsökologe
- Robert Kron (* 1967), Eishockeyspieler
- Simona Monyová (1967–2011), Schriftsteller
- Tomáš Sedláček (* 1967), Radrennfahrer
- Pavel Blatný (* 1968), Schachmeister
- Peter Gric (* 1968), österreichischer Maler, Zeichner und Illustrator
- Swetlana Heger (* 1968), Künstlerin
- Jana Novotná (1968–2017), Tennisspielerin
- Lambert Šmíd (* 1968), Fußballspieler
- Petr Kocman (1970–2009), Fußballspieler
- Petr Křivánek (* 1970), Fußballspieler

#### 1971 bis 1980
- Miloslav Kufa (* 1971), Fußballspieler
- Jaromír Blažek (* 1972), Fußballtorhüter
- Zdeněk Svoboda (* 1972), Fußballspieler
- Michael Stavarič (* 1972), Schriftsteller und Übersetzer
- René Wagner (* 1972), Fußballspieler
- Pavel Buráň (* 1973), Bahnradsportler und Europameister
- Zdeněk Cihlář (* 1973), Fußballspieler
- Magdalena Kožená (* 1973), Mezzosopranistin
- Robert Ritter (* 1973), Film- und Theaterschauspieler
- Miloš Orson Štědroň (* 1973), Komponist
- Hana Černá (* 1974), Schwimmerin
- Pavel Černoch (* 1974), Opernsänger
- Tomáš Polák (* 1974), Schachspieler
- Kateřina Ronovská (* 1974), Juristin
- Tereza Tobiášová (* 1974), Beachvolleyballspielerin
- David Kostelecký (* 1975), Sportschütze
- Pavel Nešťák (* 1975), Eishockeytorhüter
- Karel Řehka (* 1975), Generalmajor
- Pavel Smutný (* 1975), Komponist
- Michal Kolomazník (* 1976), Fußballspieler
- Jan Němec (* 1976), Grasskiläufer
- Eva Vrbková (* 1976), Schauspielerin
- Martin Bláha (* 1977), Radrennfahrer
- Michal Hrazdíra (* 1977), Radrennfahrer
- Ondřej Liška (* 1977), Politiker
- Jan Nečas (* 1977), Fußballspieler
- Zdenka Podkapová (* 1977), Fotomodell
- Kateřina Šedá (* 1977), Künstlerin
- Jana Adámková (* 1978), Fußballnationalspielerin und Fußballschiedsrichterin
- Libor Došek (* 1978), Fußballspieler
- Radek Kalod (* 1978), Schachmeister
- Lukáš Konečný (* 1978), Profiboxer
- Milan Pacanda (* 1978), Fußballspieler
- Adam Svoboda (1978–2019), Eishockeytorhüter
- Svatoslav Ton (* 1978), Hochspringer
- Yana Gupta (* 1979), Model und Schauspielerin
- Petr Hubáček (* 1979), Eishockeyspieler
- Jakub Körner (* 1979), Eishockeyspieler
- Michael Vašíček (* 1979), Eishockeyspieler

#### 1981 bis 1990
- Zdeněk Blatný (* 1981), Eishockeyspieler
- Jakub Hrůša (* 1981), Dirigent
- Dana Mandátová (* 1981), Fotomodell und Pornodarstellerin (Stacy Silver)
- Jan Polák (* 1981), Fußballspieler
- Martin Živný (* 1981), Fußballspieler
- Petr Čoupek (* 1982), Fußballspieler
- Josef Havel (* 1982), Futsalspieler
- Jiří Lipták (* 1982), Sportschütze
- Tomáš Mrázek (* 1982), Sportkletterer
- Martin Štěpánek (* 1982), Grasskiläufer
- Carla Cox (* 1984), Pornodarstellerin
- David Vincour (* 1984), Eistänzer
- Michaela Formánková (* 1985), Volleyball- und Beachvolleyballspielerin
- Lukáš Rosol (* 1985), Tennisspieler
- Jiří Hochmann (* 1986), Bahn- und Straßenradrennfahrer
- Mario Holek (* 1986), Fußballspieler
- Tereza Kerndlová (* 1986), Sängerin
- Lukas Lang (* 1986), Eishockeytorhüter
- Jan Veleba (* 1986), Sprinter
- Tomáš Bábek (* 1987), Radsportler
- Luboš Kalouda (* 1987), Fußballspieler
- Tomáš Okleštěk (* 1987), Fußballspieler
- Lucie Šafářová (* 1987), Tennisspielerin
- Kateřina Čechová (* 1988), Sprinterin
- Nikola Fraňková (* 1988), Tennisspielerin
- Markéta Štroblová (* 1988), Erotikmodell und Pornodarstellerin (Little Caprice)
- Tereza Králová (* 1989), Hammerwerferin
- Martin Sus (* 1989), Fußballspieler
- Simona Zmrzlá (* 1989), Schauspielerin
- Karel Abraham (* 1990), Motorradrennfahrer
- Michal Březina (* 1990), Eiskunstläufer

#### 1991 bis 2000
- Lukáš Šembera (* 1992), Motorradrennfahrer
- Tereza Vaculíková (* 1992), Freestyle-Skierin
- Adam Ondra (* 1993), Sportkletterer
- Luboš Adamec (* 1994), Fußballspieler
- Alexander Choupenitch (* 1994), Fechter
- Václav Šafránek (* 1994), Tennisspieler
- Barbora Krejčíková (* 1995), Tennisspielerin
- Gabriela Pantůčková (* 1995), Tennisspielerin
- Eliška Březinová (* 1996), Eiskunstläuferin
- Marcela Pírková (* 1996), Sprinterin
- Pavel Zacha (* 1997), Eishockeyspieler
- Silvie Polášková (* 1998), Handballspielerin
- Tereza Vinklárková (* 1998), Biathletin
- Martin Kaut (* 1999), Eishockeyspieler
- Vilém Stráský (* 1999), Leichtathlet
- Jiří Sedlák (* 2000), Beachvolleyballspieler

### 21. Jahrhundert
- Gabriela Satková (* 2001), Kanutin
- Květa Grabovská (* 2002), Volleyballspielerin
- Barbora Nováková (* 2002), Skirennläuferin
- Adam Stejskal (* 2002), Fußballspieler
- Antonín Svoboda (* 2002), Fußballspieler
- Petr Svoboda (* 2002), Motorradrennfahrer
- Markéta Svozilová (* 2002), Beachvolleyballspielerin
- Filip Novotny (* 2007), Motorradrennfahrer
- Tomáš Horák (* 2008), Sprinter

## Bekannte Einwohner von Brünn
- Elisabeth Richza von Polen (* 1286 oder 1288; † 1335), Königin von Böhmen
- Johann Heinrich von Luxemburg (1322–1375), Politiker, Markgraf von Mähren
- Jobst von Mähren (1351–1411), Politiker, Markgraf von Mähren
- Prokop von Mähren (* um 1355; † 1405), Bruder von Jobst von Mahren, jüngerer Markgraf von Mähren
- Thomas Jordan (1540–1586), Mediziner, Protomedicus von Mähren, bekämpfte eine Syphilisepidemie in Brünn
- Philipp Fraundorffer (1663–1702), Arzt in Mähren und Brünn, Mitglied der Gelehrtenakademie „Leopoldina“.
- Wilhelm Mundy (1742–1805), Pionier der Brünner Textilindustrie
- Johann Heinrich Offermann (1748–1793), Textilfabrikant
- Johann von Herring (1758–1836), Unternehmer und Großhändler
- Victor Heinrich Riecke (1759–1830), Pfarrer und Schulmann, erster evangelischer Pfarrer der neuen Gemeinde in Brünn
- Philipp Wilhelm von Schoeller (1797–1877), Großindustrieller
- Johann Karl Ratzer (1802–1863), Dichter, Abgeordneter und Verwaltungsjurist
- Ernst Johann von Herring-Frankensdorf (1816–1871), Unternehmer und Mitglied des Mährischen Landtages
- Alois Boczek (1817–1876), Finanzbeamter, Journalist, Abgeordneter in der Frankfurter Nationalversammlung
- Josef von Ringelsheim (1820–1893), kommandierender General in Brünn
- Gregor Mendel (1822–1884), Naturforscher und Augustinermönch, erarbeitete in Brünn die Grundlagen der modernen Genetik
- Joseph Czermak (1825–1872), Psychiater, Chefarzt der Landesirrenanstalt
- Johann Nave (1831–1864), Botaniker
- Ernst Mach (1838–1916), Physiker, Philosoph und Wissenschaftstheoretiker
- Moritz Nedopil (1847–1909), Chirurg, 1884 Primärarzt, 1893 Spitalsdirektor am Landeskrankenhauses in Brünn
- Wenzel Robert von Kaunitz (1848–1913), deutsch-tschechischer Politiker
- Tomáš Garrigue Masaryk (1850–1937), Erster Präsident der Tschechoslowakei
- Leoš Janáček (1854–1928), Komponist
- Anton Jelinek (1855–1931), Stadtbaumeister, Bürgermeisterstellvertreter und Ehrenbürger von Brünn
- Viktor Kaplan (1876–1934), Ingenieur und Erfinder der Kaplan-Turbine
- Karel Absolon (1877–1960), Prähistoriker und Speläologe
- Leo Slezak (1873–1946), bedeutender Tenor, Schauspieler
- František Weyr (1879–1951), bedeutender tschechischer Rechtsphilosoph des Normativismus, Rektor der Masaryk-Universität
- Arne Novák (1880–1939), bedeutender Literarhistoriker und Literaturkritiker, Rektor der Masaryk-Universität
- Jiří Mahen (1882–1939), Dramatiker, Namensgeber des Theaters
- Mathias Wellan (1882–1964), Senator der DSAP
- Ludwig Mies van der Rohe (1886–1969), Architekt, baute 1928–1930 die Villa Tugendhat
- Marie-Luise Cavallar von Grabensprung (1889–1977), österreichische Schriftstellerin, Professorin und Rezitatorin
- Josef Blatný (1891–1980), Komponist und Organist
- Hans Flesch-Brunningen (1895–1981), Schriftsteller
- Roman Jakobson (1896–1982), russischer Sprachwissenschaftler
- Jan Navrátil (1909–1992), Herzchirurg
- František Kožík (1909–1997), Journalist, Schauspieler und Schriftsteller
- Oldřich Mikulášek (1910–1985), Lyriker
- Miroslav Navrátil (1913–1999), Designer
- Gustav Brom (1921–1995), Jazz-Bigband-Leader und Klarinettist
- Jan Skácel (1922–1989), Dichter
- Evžen Zámečník (1939–2018), Komponist, Dirigent und Musiker